# Country Joe McDonald
Joseph Allen McDonald, detto Country Joe (Washington, 1º gennaio 1942), è un cantautore statunitense, leader del gruppo di rock psichedelico statunitense Country Joe and the Fish..
Viene prevalentemente ricordato per la canzone I Feel Like I'm Fixin' to Die Rag, presente nella colonna sonora del film sul Festival di Woodstock, e che lui cantò persino all'udienza sui fatti di Chicago del 1968. La sua fama diminuì presto: manterrà alti i ricordi di quegli anni attraverso continue tournée, prevalentemente in club, ma anche davanti a platee più grandi, soprattutto in Europa.

## Biografia
McDonald nacque a Washington D.C. ma crebbe in California ad El Monte. I suoi genitori entrambi membri del partito comunista lo chiamarono Joseph in memoria di Joseph Stalin. All'età di 17 anni si arruolò nella Marina degli Stati Uniti e fu di stanza in Giappone per tre anni. Dopo il congedo frequentò il Los Angeles City College per un anno. Durante quel periodo si fece le ossa come musicista di strada lungo Telegraph Avenue a Berkeley.
McDonald incise 33 album e scrisse centinaia di brani durante i suoi 40 anni di carriera. Nel 1965 fondò con Barry Melton i Country Joe & The Fish che furono veri e propri pionieri del rock psichedelico degli anni '60. Memorabili i loro concerti alla Avalon Ballroom, al Fillmore e al Monterey Pop Festival. Si esibirono anche a Woodstock e fecero una reunion nel 1979.
Il loro brano più famoso The "Fish" Cheer/I-Feel-Like-I'm-Fixin'-to-Die Rag (1965), scritto da McDonald in una ventina di minuti, fu una vera novità ai tempi in quanto era un pezzo di denuncia alla guerra del Vietnam e grazie al tema musicale spensierato e al suo ritornello orecchiabile «One, two, three, what are we fighting for?» ("Un,Due,Tre per cosa combattiamo?") divenne noto tra i giovani contestatari della Woodstock Generation e tra i reduci del conflitto in Vietnam. Il "Fish" Cheer che precedeva il brano altro non era che un botta e risposta tra la band ed il pubblico in una sorta di spelling collettivo del nome del gruppo "Fish" (datemi una F, datemi una I, ecc.) Il "Fish" Cheer pian piano si evolvette nel "Fuck" Cheer dopo la partecipazione della band al movimento di protesta Free Speech Movement a Berkeley. La sostituzione della parola "Fuck" alla parola "Fish" nel coretto che dava il via ai loro concerti causò problemi di censura al gruppo. L'Ed Sullivan show annullò la loro partecipazione e McDonald fu multato in Massachusetts per aver pronunciato la parola "fuck" in pubblico.
Famosissima e identificata pienamente con lo spirito dei tempi, grazie anche al film documentario che seguì, l'esecuzione del brano e dello spelling "incriminato" al Festival di Woodstock nel 1969, eseguito dal solo Country Joe McDonald con una chitarra acustica Yamaha davanti ad una platea osannante di 400.000 giovani che cantavano con lui.

## Discografia

### Country Joe and The Fish
- Electric Music for the Mind and Body (1967)
- I Feel Like I'm Fixin' to Die (1967)
- Together (1968)
- Here We Are Again (1969)
- Greatest Hits (1969)
- C.J.Fish (1970)
- The Best of Country Joe and The Fish (1973)
- Reunion il  (1977)
- Collected Country Joe and The Fish (1988)
- Live! Fillmore West 1969 (1996)

### Solista
- Thinking of Woody Guthrie (1969)
- Tonight I'm Singing Just for You (1970)
- Hold On It's Coming (1971)
- War War War (1971)
- Incredible! Live! Country Joe! (1972)
- Paris Sessions (1973)
- Country Joe (1974)
- Essential Country Joe (1974)
- Paradise with an Ocean View (1975)
- Love Is a Fire (1976)
- Goodbye Blues (1977)
- Rock and Roll Music from the Planet Earth (1978)
- Leisure Suite (1979)
- Into the Fray (1981)
- On My Own (1981)
- Animal Tracks (1983)
- Childs Play (1983)
- Peace on Earth (1984)
- Vietnam Experience (1986)
- Classics (1989)
- The Best of Country Joe McDonald (1990)
- Superstitious Blues (1991)
- Carry On (1995)
- Something Borrowed, Something New (1998)
- Eat Flowers and Kiss Babies (1999)
- I Feel Like I'm Fixin to Sing Some Songs (2000)
- Crossing Borders (2002)
- Thank the Nurse (2002)
- Natural Imperfections (2005)
- Time Flies By (2012)